# Songs of Our Soil
Songs of Our Soil – szósty album muzyka country Johnny’ego Casha. Oryginalnie został wydany we wrześniu 1959, 27 sierpnia 2002 został wydany po raz drugi z dwiema dodatkowymi piosenkami.

## Lista utworów
| 1.  | "Drink to Me" (Cash)                             | 1:54  |
|     |                                                  |       |
| 2.  | "Five Feet High and Rising" (Cash)               | 1:46  |
|     |                                                  |       |
| 3.  | "The Man on the Hill" (Cash)                     | 2:09  |
|     |                                                  |       |
| 4.  | "Hank and Joe and Me" (Cash)                     | 2:13  |
|     |                                                  |       |
| 5.  | "Clementine" (Billy Mize)                        | 2:30  |
|     |                                                  |       |
| 6.  | "Don't Step on Mother's Roses" (Cash)            | 2:34  |
|     |                                                  |       |
| 7.  | "Great Speckled Bird" (Roy Carter/Guy Smith)     | 2:09  |
|     |                                                  |       |
| 8.  | "I Want to Go Home" (Cash)                       | 1:58  |
|     |                                                  |       |
| 9.  | "The Caretaker" (Cash)                           | 2:06  |
|     |                                                  |       |
| 10. | "Old Apache Squaw" (Cash)                        | 1:46  |
|     |                                                  |       |
| 11. | "My Grandfather's Clock" (tradycyjny)            | 2:45  |
|     |                                                  |       |
| 12. | "It Could Be You (Instead of Him)" (Vic McAlpin) | 1:50  |
|     |                                                  |       |
|     |                                                  | 25:40 |
|     |                                                  |       |

### Bonusowe piosenki
| 1. | "I Got Stripes" (Cash/Charlie Williams) | 2:05  |
|    |                                         |       |
| 2. | "You Dreamer You" (Cash)                | 1:49  |
|    |                                         |       |
|    |                                         | 03:54 |
|    |                                         |       |

## Twórcy
- Johnny Cash - aranżer, gitara, wokal, główny wykonawca
- Al Casey - gitara
- Luther Perkins - gitara elektryczna
- Marshall Grant - gitara basowa
- Marvin Hughes - pianino
- Morris Palmer - bębny

Dodatkowi twórcy
- Don Law - producent pierwszego wydania
- Al Quaglieri - producent drugiego wydania
- Seth Foster - technik
- Billy Altman - zapis nutowy
- Don Hunstein - fotografika
- Howard Fritzson - kierownictwo artystyczne
- Randall Martin - projekt
- Steven Berkowitz
- John Christiana
- Mark Wilder

## Notowania na listach muzycznych
Single – Billboard (Ameryka Północna)
| Rok  | Singel                      | Kategoria      | Pozycja |
| ---- | --------------------------- | -------------- | ------- |
| 1959 | "Five Feet High and Rising" | Single country | 14      |
| 1959 | "Five Feet High and Rising" | Single pop     | 76      |